# Sydney Evans
Sydney Evans est un boxeur anglais né en 1881 à Aldermaston et mort le 8 janvier 1927.

## Carrière
Il remporte aux Jeux olympiques d'été de 1908 à Londres la médaille d'argent dans la catégorie poids lourds. Après deux victoires par KO au premier round face à Albert Ireton et Frederick Parks, Evans perd en finale par KO au second round contre Albert Oldman.

## Palmarès

### Jeux olympiques
- Jeux olympiques d'été de 1908 à Londres[1] (poids lourds)